# Lester P. Brown Jr.
Lester P. Brown Jr. (* um 1938 in Norfolk, Virginia) ist ein pensionierter Generalmajor der United States Air Force. Er war unter anderem Kommandeur der 1. Luftflotte.

## Leben
Er studierte zwei Jahre am Virginia Polytechnic Institute und trat im Jahr 1959 der United States Air Force bei. Über das Aviation Cadet Program gelangte er im Jahr 1960 in deren Offizierskorps. Dort durchlief er anschließend alle Offiziersränge vom Leutnant bis zum Zwei-Sterne-General.
Im Lauf seiner militärischen Karriere absolvierte er verschiedene Kurse und Schulungen. Dazu gehörten unter anderem eine Ausbildung zum Kampfpiloten und weitere Fortbildungskurse als Pilot von neuen Flugzeugtypen; die Squadron Officer School auf der Maxwell Air Force Base in Alabama; das Air Command and Staff College, das sich ebenfalls auf der Maxwell AFB befindet; das Industrial College of the Armed Forces und das Air War College. Außerdem erhielt er akademische Grade von der University of Nebraska und der Golden Gate University.
In seinen frühen Jahren als Offizier der Luftwaffe war er an verschiedenen Stützpunkten stationiert. Dabei war er als Pilot, Flugausbilder oder Stabsoffizier bei unterschiedlichen Einheiten tätig. Dazwischen absolvierte er die erwähnten Schulungen. Zwischen November 1961 und Dezember 1964 war er auf der Royal Air Force Base Alconbury in England stationiert.
Nach zwischenzeitlich anderen Verwendungen wurde er im April 1969 auf die Korat Royal Thai Air Force Base in Thailand versetzt, von wo er bis zum April 1970 im Vietnamkrieg eingesetzt war. In dieser Zeit flog er 184 Kampfeinsätze. Danach wurde er auf die Spangdahlem Air Base in Deutschland beordert. Dort verblieb er bis zum Jahr 1974. Zunächst war er dort Pilot der 23. Kampfstaffel (23rd Tactical Fighter Squadron), dann Stabsoffizier beim 52. Kampfgeschwader bzw. bei der 81. Kampfstaffel (81st Tactical Fighter Squadron).
Nach einer Zeit als Stabsoffizier auf der Langley Air Force Base in Virginia erhielt er im Juni 1977 das Kommando über die 63. Kampfschwadron, die auf der MacDill Air Force Base in Florida ansässig war. Dieses Amt behielt er bis zum Jahr 1979. Es folgte sein Studium am Air War College, das er im Mai 1980 erfolgreich abschloss. Anschließend gehörte er bis zum Juni 1982 der Stabsabteilung für Operationen und Planungen im Hauptquartier der Air Force an.
Lester Browns nächste Mission führte ihn nach Italien. Auf der dortigen Aviano Air Base erhielt er im Juni 1982 den Oberbefehl über die 40th Tactical Group, den er bis März 1984 innehatte. Danach wurde er zur Royal Air Force Station Bentwaters in England versetzt, wo er zwischen März 1984 und März 1986 das 81. Kampfgeschwader (81st Tactical Fighter Wing), kommandierte. Nach dem Ende dieser Mission erhielt Brown das Kommando über die 836. Luftdivision (836th Air Division), die auf der Davis-Monthan Air Force Base in Arizona stationiert war. Dieses Amt bekleidete er bis zum Juni 1987. Danach wurde er stellvertretender Kommandeur der 12. Luftflotte die damals auf der Bergstrom Air Force Base in Texas stationiert war. Nach dem Ende dieser Mission erhielt er im Juli 1988 auf der Griffiss Air Force Base im Bundesstaat New York das Kommando über die 24th Air Division, das er bis zum August 1990 ausübte. Seit dem 1. Mai 1989 bekleidete er den Rang eines Generalmajors. Anschließend wurde er nach South Carolina auf die Shaw Air Force Base versetzt. Dort wurde er stellvertretender Kommandeur der 9. Luftflotte. Im September 1990 erhielt er das Kommando über diese Luftflotte (commander, 9th Air Force Rear), das er bis zum Mai 1991 innehatte. Anschließend leitete er zwischen Mai und September 1991 das Air Force Waffenzentrums (U.S. Air Force Air Defense Weapons Center) auf der Tyndall Air Force Base in Florida.
Am 12. September 1991 erhielt Lester Brown als Nachfolger von Richard A. Pierson das Kommando über die 1. Luftflotte, die damals gerade zur Tyndall AFB verlegt worden war. Gleichzeitig kommandierte er auch das dortige regionale Kontrollzentrum des North American Aerospace Defense Command (NORAD). Diese Aufgaben erfüllte er bis zum Januar 1994, als er von Philip G. Killey abgelöst wurde. Anschließend schied er aus dem aktiven Militärdienst aus.
Während seiner aktiven Zeit als Militärpilot absolvierte er über 5500 Flugstunden auf verschiedenen Flugzeugtypen.

## Orden und Auszeichnungen
Lester Brown erhielt im Lauf seiner militärischen Laufbahn unter anderem folgende Auszeichnungen:
- Air Force Distinguished Service Medal
- Legion of Merit
- Distinguished Flying Cross
- Air Medal
- Meritorious Service Medal
- Air Force Commendation Medal
- Presidential Unit Citation
- Air Force Outstanding Unit Award
- Combat Readiness Medal
- National Defense Service Medal
- Armed Forces Expeditionary Medal
- Vietnam Service Medal
- Air Force Longevity Service Award
- Gallantry Cross (Südvietnam)
- Vietnam Campaign Medal (Südvietnam)